# 德伯尔恩县
德伯尔恩县（Landkreis Döbeln）是德国萨克森州中部曾经的一个县，隶属于莱比锡行政区，首府德伯尔恩。2008年8月1日，德伯尔恩县与米特韦达县和弗赖贝格县合并为中萨克森县。

## 地理
德伯尔恩县北面与托尔高-奥沙茨县，东面与迈森县，南面与米特韦达县，西面与穆尔德河谷县相邻。